# زيارة سرية (فلم)
زيارة سرية هو فيلم مصري أُصدر سنة 1981، من بطولة صلاح ذو الفقار، تأليف عاطف الغمري وإخراج ناجي أنجلو.

## القصة
يحكم القاضي (صلاح ذو الفقار) على المتهم (محمود المليجي) بالإعدام وكل الأدلة ضده، ولكن المتهم ينكر ارتكابه الجريمة مما دفع ابنته (آثار الحكيم) لزيارة القاضي في منزله وكلها ثقة في براءة والدها ونظرًا لحالتها النفسية السيئة ذهب القاضي إلى السجن لمقابلة المتهم المحكوم عليه بالإعدام في زيارة سرية، وأطلعه على حالة ابنته وطلب منه أن يريحها نفسيًا.

## طاقم التمثيل

### بطولة
- صلاح ذو الفقار بدور المستشار إسماعيل
- آثار الحكيم بدور نوال عطية النبراوي
- محمود المليجي بدور المتهم عطية النبراوي
- مريم فخر الدين بدور أُلفت زوجة إسماعيل
- نبيل نور الدين بدور د. نبيل إسماعيل
- جلال عيسي بدور إبراهيم
- نبيل الدسوقي بدور عويضة الشامي
- علي الشريف بدور المعلم صاحب القهوة
- عبد الرحيم الزرقاني بدور فهمي السيد
- سماح أنور بدور نهي إسماعيل
- نادية رفيق بدور أم نوال
- سعاد حسين بدور أزهار زوجة فهمي السيد

### بالاشتراك مع
| - كوثر رمزي - عبد الوهاب خليل - مدحت غالي - يوسف حسين - فاروق علي - أنور ناشد - عبد المنعم النمر - سمير رستم - أمير عبد الله - فتحية رشدي | - مصطفي شوقي - محمد القصاص - منصور الجوهري - عبد الحميد يوسف - سليمان حسن - حسين الحلواني - محمد حسنين - مني عبد العزيز - مها عبد العزيز - محمد ماهر شفيق |